# 伊藤洋輝
伊藤 洋輝（いとう ひろき、1999年5月12日 - ）は、静岡県浜松市中央区出身のプロサッカー選手。ブンデスリーガ・FCバイエルン・ミュンヘン所属。ポジションはディフェンダー（センターバック、左サイドバック）。日本代表。

## 経歴

### プロ入り前
幼少期から静岡県西部地区を拠点に活動するマリオフットサルスクールでプレーし、サッカーとフットサルの二つに親しんでいた。浜松市立蒲小学校の4年生の春休みには、ブラジルの名門クラブ、サントスFCの下部組織のセレクションに合格して短期留学した経験もある。
小学校卒業後はジュビロ磐田のU-15、U-18でプレイした。2017年5月19日、トップチームに昇格。トップチームに昇格が決定した後はユースの試合には出場せず、通信高校に編入するなどしてトップの練習に帯同することになった。

### ジュビロ磐田
2018年、AFC U-23選手権に挑むU-21日本代表メンバーに選出。1月17日、第3戦のU-23北朝鮮代表戦では2アシストの活躍を見せた。3月7日に行われたルヴァンカップ第1節の清水エスパルス戦でプロデビューを果たし、8月19日、第23節の柏レイソル戦でリーグ戦デビューも果たした。

### 名古屋グランパス
2019年シーズンは、名古屋グランパスへ期限付き移籍。名古屋ではリーグ戦、カップ戦合わせ9試合に出場した。

### ジュビロ磐田復帰
2020年シーズンより磐田へ復帰。第2節の京都戦よりスタメンで出場し、第11節の大宮戦でプロ初ゴールを挙げた。本職のボランチではなくCBとしてレギュラーの座を掴み リーグ戦37試合に出場し、その内36試合はフル出場したが、チームは1年でのJ1昇格は叶わなかった。
2021年はスタートにつまずいたものの、J2の首位争いにわって入った磐田で、前半戦はCB及び左WBで主力としてプレーした。

### VfBシュトゥットガルト
2021年6月23日、VfBシュトゥットガルトへの期限付き移籍が発表された。伊藤を見つけたのは、かつてボルシア・ドルトムントでJ2時代の香川真司をスカウトしたスヴェン・ミスリンタートである。8月7日、DFBポカール1回戦のベルリナーFCディナモ戦で移籍後初出場を果たした。8月28日、第3節のSCフライブルク戦でリーグ戦初出場を果たした。11月26日、第13節の1.FSVマインツ05戦で移籍後初ゴールを決めた。加入当初はBチームに入る予定だったが、12月にはレギュラーとして活躍し、11月の「ルーキー・オブ・ザ・マンス」 や「今季リーグデビューベスト11」に選出される など、市場価値が半年で推定移籍金の8倍近くに上がった。その後もレギュラーに定着し、最終的にリーグ戦29試合に出場。最終節の1.FCケルン戦では、後半アディショナルタイムにコーナーキックからのボールを頭で逸らし遠藤航の決勝点をアシスト、チームの逆転での残留に貢献した。
2022年5月20日、シュトゥットガルトへの完全移籍が発表され、同年7月1日から2025年6月30日までの契約を結んだ。

### FCバイエルン・ミュンヘン
2024年6月14日、FCバイエルン・ミュンヘンに完全移籍することが発表された。契約期間は2028年6月30日までの4年間となる。7月29日、親善試合で中足骨を骨折し、チームを離脱した。
2025年2月12日、欧州CLの決勝トーナメント進出を懸けたプレーオフ・ファーストレグのセルティック戦で移籍後初出場を果たし、敵地で2-1の勝利に貢献した。日本人選手の欧州ＣＬ出場はこれで35人目となった。2月16日、ブンデスリーガ第22節の2位レヴァークーゼンとの6ポイントマッチにて左サイドバックで移籍後初先発を果たした。2月23日、ブンデスリーガ第23節のフランクフルト戦でも先発出場し、移籍後初ゴールをマークして4-0の大勝に貢献した。しかし、3月に再び中足骨を骨折してしまい、24-25シーズン中の復帰が絶望的となった。伊藤はそのままシーズンを終えることとなったが、チームはリーグ1位で34度目の優勝を決めた。ブンデスリーガで日本人選手の所属チームが優勝したのは奥寺康彦、大久保嘉人、長谷部誠、香川真司に次いで5人目となった。ホーム最終戦の後に行われた優勝セレモニーでは、伊藤も参加して優勝プレートを掲げた。

### 日本代表
東京オリンピックを目指す日本代表に招集され、AFC U-23選手権に参加し、その後ドバイカップに招集されたものの、それ以降は招集されることもなく2020年東京オリンピックの招集メンバーに入ることはできなかった。
2022年5月20日、6月の代表選に向けたメンバー発表で日本代表に初招集された。6月2日に行われたパラグアイ戦でA代表デビューを果たした。
同年11月1日、2022カタールW杯に臨む日本代表に選出された。シュトゥットガルトでの活躍や中山雄太の離脱から左SBでの起用も予想されたが、大会を通してベテランの長友佑都がレギュラーとして活躍。伊藤もGL第2戦のコスタリカ戦で途中出場からW杯デビューを果たすも、敵陣でのバックパスなどで消極的ともとれるプレーが目立ち、チームも敗れたため批判の的となってしまった。これに対し元日本代表の本田圭佑が「選手ってのはコーチング次第で1流にも2流にもなりえる」と擁護する事態にもなった。チームは突破が難しいとされていたグループリーグを突破してベスト16進出した中、伊藤はそのコスタリカ戦のみの出場のW杯となった。
2023年6月20日、パナソニックスタジアム吹田にて行われたペルー代表戦で左SBとしてスタメン出場し、前半22分に遠藤航のアシストから強烈なミドルシュートを決めて代表初ゴールを記録した。

## プライベート
2021年6月23日、一般女性と入籍した。なお、子供が1人いる
小学校3年生時に右眉や右睫毛が白くなる「白斑」を発症。当初は病院へ通院し治療を行っていたが、途中で治療を中止し現在まで白いままである。

## 所属クラブ
- SANTOS FC SOCCER ACADEMY JAPAN
- 浜松蒲サッカースポーツ少年団（浜松市立蒲小学校）
- ジュビロ磐田U-15（浜松市立丸塚中学校）
- ジュビロ磐田U-18（磐田東高等学校）
  - 2017年5月 - 同年12月 ジュビロ磐田（2種登録選手）
- 2018年 - 2022年6月 ジュビロ磐田
  - 2019年 名古屋グランパス（期限付き移籍）
  - 2021年6月 - 2022年6月 VfBシュトゥットガルト（期限付き移籍）
- 2022年7月 - 2024年6月 VfBシュトゥットガルト
- 2024年6月 - FCバイエルン・ミュンヘン

## 個人成績
| 国内大会個人成績 | 国内大会個人成績       | 国内大会個人成績 | 国内大会個人成績 | 国内大会個人成績 | 国内大会個人成績 | 国内大会個人成績 | 国内大会個人成績 | 国内大会個人成績 | 国内大会個人成績 | 国内大会個人成績 | 国内大会個人成績 |
| 年度             | クラブ                 | 背番号           | リーグ           | リーグ戦         | リーグ戦         | リーグ杯         | リーグ杯         | オープン杯       | オープン杯       | 期間通算         | 期間通算         |
| 年度             | クラブ                 | 背番号           | リーグ           | 出場             | 得点             | 出場             | 得点             | 出場             | 得点             | 出場             | 得点             |
| 日本             | 日本                   | 日本             | 日本             | リーグ戦         | リーグ戦         | リーグ杯         | リーグ杯         | 天皇杯           | 天皇杯           | 期間通算         | 期間通算         |
| ---------------- | ---------------------- | ---------------- | ---------------- | ---------------- | ---------------- | ---------------- | ---------------- | ---------------- | ---------------- | ---------------- | ---------------- |
| 2018             | 磐田                   | 38               | J1               | 1                | 0                | 4                | 0                | 1                | 0                | 6                | 0                |
| 2019             | 名古屋                 | 15               | J1               | 2                | 0                | 6                | 0                | 1                | 0                | 9                | 0                |
| 2020             | 磐田                   | 15               | J2               | 37               | 2                | -                | -                | -                | -                | 37               | 2                |
| 2021             | 磐田                   | 15               | J2               | 20               | 2                | -                | -                | 0                | 0                | 20               | 2                |
| ドイツ           | ドイツ                 | ドイツ           | ドイツ           | リーグ戦         | リーグ戦         | リーグ杯         | リーグ杯         | DFBポカール      | DFBポカール      | 期間通算         | 期間通算         |
| 2021-22          | シュトゥットガルト     | 37               | ブンデス1部      | 29               | 1                | -                | -                | 2                | 0                | 31               | 1                |
| 2022-23          | シュトゥットガルト     | 21               | ブンデス1部      | 30               | 1                | -                | -                | 5                | 0                | 35               | 1                |
| 2023-24          | シュトゥットガルト     | 21               | ブンデス1部      | 26               | 0                | -                | -                | 3                | 0                | 31               | 0                |
| 2024-25          | バイエルン・ミュンヘン | 21               | ブンデス1部      | 6                | 1                | -                | -                | 0                | 0                | 6                | 1                |
| 通算             | 日本                   | 日本             | J1               | 3                | 0                | 10               | 0                | 2                | 0                | 15               | 0                |
| 通算             | 日本                   | 日本             | J2               | 57               | 4                | -                | -                | 0                | 0                | 57               | 4                |
| 通算             | ドイツ                 | ドイツ           | ブンデス1部      | 91               | 3                | -                | -                | 10               | 0                | 101              | 3                |
| 総通算           | 総通算                 | 総通算           | 総通算           | 151              | 7                | 10               | 0                | 12               | 0                | 173              | 7                |

- 2017年 2種登録選手

| 国際大会個人成績 | 国際大会個人成績       | 国際大会個人成績 | 国際大会個人成績 | 国際大会個人成績 |
| 年度             | クラブ                 | 背番号           | 出場             | 得点             |
| UEFA CL          | UEFA CL                | UEFA CL          | UEFA CL          | UEFA CL          |
| ---------------- | ---------------------- | ---------------- | ---------------- | ---------------- |
| 2024-25          | バイエルン・ミュンヘン | 21               | 2                | 0                |
| 通算             | UEFA                   | UEFA             | 2                | 0                |

### 出場歴
- 公式戦初出場 - 2018年3月7日 JリーグYBCルヴァンカップ第1節 清水エスパルス戦（IAIスタジアム日本平）
- Jリーグ初出場 - 2018年8月19日 J1第23節 柏レイソル戦（ヤマハスタジアム）
- Jリーグ初得点 - 2020年8月12日 J2第11節 大宮アルディージャ戦（NACK5スタジアム大宮）

## 代表歴

### 出場大会
- U-16日本代表
  - インターナショナルドリームカップ（2015年）
- U-17日本代表
  - サニックス杯国際ユースサッカー大会（2015年）
  - 国際ユースサッカーin新潟（2015年）
- U-18日本代表
  - コパ・デル・アトランティコ（2017年）
  - SBSカップ 国際ユースサッカー（2017年）
  - U19-Four Nations（2017年）
  - AFC U-19選手権2018・予選（2017年）
- U-19日本代表
  - トゥーロン国際大会（2017年）
  - ロシア遠征（2018年）
  - メキシコ遠征（2018年）
  - AFC U-19選手権（2018年）
- U-20日本代表
  - AFC U-23選手権2018 (予選)（2017年）
  - 欧州遠征（2019年）
  - FIFA U-20ワールドカップ（2019年）
- U-21日本代表
  - AFC U-23選手権（2018年）
  - ドバイカップU-23（2018年）
- A代表
  - キリンチャレンジカップ（2022年）
  - キリンカップサッカー (2022年)
  - FIFAワールドカップ (2022年)
  - キリンチャレンジカップ (2023年)
  - AFCアジアカップ2023 (2024年)

### 試合数
- 国際Aマッチ 21試合 1得点（2022年 - ）

| 日本代表 | 国際Aマッチ | 国際Aマッチ |
| 年       | 出場        | 得点        |
| -------- | ----------- | ----------- |
| 2022     | 7           | 0           |
| 2023     | 6           | 1           |
| 2024     | 6           | 0           |
| 2025     | 2           | 0           |
| 通算     | 21          | 1           |

### 出場
| No. | 開催日         | 開催都市         | スタジアム                                             | 対戦国                 | 結果 | 監督   | 大会                                   |
| --- | -------------- | ---------------- | ------------------------------------------------------ | ---------------------- | ---- | ------ | -------------------------------------- |
| 1.  | 2022年6月2日   | 札幌             | 札幌ドーム                                             | パラグアイ             | ○4-1 | 森保一 | キリンチャレンジカップ2022             |
| 2.  | 2022年6月10日  | 神戸             | ノエビアスタジアム神戸                                 | ガーナ                 | ○4-1 | 森保一 | キリンカップサッカー2022               |
| 3.  | 2022年6月14日  | 吹田             | パナソニックスタジアム吹田                             | チュニジア             | ●0-3 | 森保一 | キリンカップサッカー2022               |
| 4.  | 2022年9月23日  | デュッセルドルフ | デュッセルドルフ・アレーナ                             | アメリカ合衆国         | ○2-0 | 森保一 | キリンチャレンジカップ2022             |
| 5.  | 2022年9月27日  | デュッセルドルフ | デュッセルドルフ・アレーナ                             | エクアドル             | △0-0 | 森保一 | キリンチャレンジカップ2022             |
| 6.  | 2022年11月17日 | ドバイ           | アール・マクトゥーム・スタジアム                       | カナダ                 | ●1-2 | 森保一 | 国際親善試合                           |
| 7.  | 2022年11月27日 | ライヤーン       | アフメド・ビン＝アリー・スタジアム                     | コスタリカ             | ●0-1 | 森保一 | 2022 FIFAワールドカップ                |
| 8.  | 2023年3月24日  | 新宿             | 国立競技場                                             | ウルグアイ             | △1-1 | 森保一 | キリンチャレンジカップ2023             |
| 9.  | 2023年3月28日  | 大阪             | ヨドコウ桜スタジアム                                   | コロンビア             | ●1-2 | 森保一 | キリンチャレンジカップ2023             |
| 10. | 2023年6月20日  | 吹田             | パナソニックスタジアム吹田                             | ペルー                 | ○4-1 | 森保一 | キリンチャレンジカップ2023             |
| 11. | 2023年9月9日   | ヴォルフスブルク | フォルクスワーゲン・アレーナ                           | ドイツ                 | ○4-1 | 森保一 | 国際親善試合                           |
| 12. | 2023年9月12日  | ヘンク           | セゲカ・アレーナ                                       | トルコ                 | ○4-2 | 森保一 | キリンチャレンジカップ2023             |
| 13. | 2023年11月21日 | ジッダ           | プリンス・アブドゥッラー・アル・ファイサル・スタジアム | シリア                 | ○5-0 | 森保一 | 2026 FIFAワールドカップ・アジア2次予選 |
| 14. | 2024年1月14日  | ドーハ           | アル・トゥマーマ・スタジアム                           | ベトナム               | ○4-2 | 森保一 | AFCアジアカップ2023                    |
| 15. | 2024年1月19日  | ライヤーン       | エデュケーション・シティ・スタジアム                   | イラク                 | ●1-2 | 森保一 | AFCアジアカップ2023                    |
| 16. | 2024年2月3日   | ライヤーン       | エデュケーション・シティ・スタジアム                   | イラン                 | ●1-2 | 森保一 | AFCアジアカップ2023                    |
| 17. | 2024年3月21日  | 新宿             | 国立競技場                                             | 朝鮮民主主義人民共和国 | ○1-0 | 森保一 | 2026 FIFAワールドカップ・アジア2次予選 |
| 18. | 2024年6月6日   | ヤンゴン         | トゥウンナ・スタジアム                                 | ミャンマー             | ○5-0 | 森保一 | 2026 FIFAワールドカップ・アジア2次予選 |
| 19. | 2024年6月11日  | 広島             | エディオンピースウイング広島                           | シリア                 | ○5-0 | 森保一 | 2026 FIFAワールドカップ・アジア2次予選 |
| 20. | 2025年3月20日  | さいたま         | 埼玉スタジアム2002                                     | バーレーン             | ○2-0 | 森保一 | 2026 FIFAワールドカップ・アジア3次予選 |
| 21. | 2025年3月25日  | さいたま         | 埼玉スタジアム2002                                     | サウジアラビア         | △0-0 | 森保一 | 2026 FIFAワールドカップ・アジア3次予選 |

### ゴール
| No. | 開催日        | 開催都市 | スタジアム                 | 対戦国 | 結果 | 大会                       |
| --- | ------------- | -------- | -------------------------- | ------ | ---- | -------------------------- |
| 1.  | 2023年6月20日 | 吹田     | パナソニックスタジアム吹田 | ペルー | ○4-1 | キリンチャレンジカップ2023 |

## タイトル

### クラブ
FCバイエルン・ミュンヘン
- ブンデスリーガ：2024-25